# Полёт валькирий
«Полёт вальки́рий» (нем. Walkürenritt или Ritt der Walküren) — общераспространённое название начала третьего действия оперы «Валькирия», второй из четырёх опер Рихарда Вагнера, которые составляют цикл опер «Кольцо нибелунга». Лейтмотив с названием «Полёт валькирий» впервые был записан композитором 23 июля 1851 года. Предварительный набросок был сочинён в 1854 году как часть структуры целой оперы, полностью оркестрованной к концу первой четверти 1856 года. Помимо «Свадебного хора» из оперы «Лоэнгрин» является одним из наиболее известных музыкальных произведений Вагнера.
«Полёт валькирий», длящийся примерно 8 минут, начинается в прелюдии к действию, постепенно воздвигая следующие один за другим пласты сопровождения до тех пор, пока занавес не поднимется и не откроет горную вершину, где четыре из восьми валькирий, сестёр Брунгильды, собрались, чтобы отправить павших героев в Валгаллу. Когда они присоединяются к остальным четырём, проносится знакомая мелодия, в то время как над оркестром валькирии приветствуют друг друга и поют свой боевой клич. Помимо песни дочерей Рейна в опере «Золото Рейна», это единственное оркестровое музыкальное произведение в первых трёх операх из цикла «Кольцо нибелунга» Вагнера.

## Исполнение
Полностью опера «Валькирия» была исполнена 26 июня 1870 года в Национальном театре в Мюнхене вопреки намерению композитора. К январю следующего года Вагнер получал просьбы об отдельном исполнении «Полёта валькирий», но он написал, что такое исполнение нужно считать «крайней неблагоразумностью» и запретил «любые этому подобные вещи». Однако произведение всё ещё печаталось и продавалось в Лейпциге, и Вагнер впоследствии написал жалобу издателю Schott. Вплоть до первого исполнения полного цикла «Кольцо нибелунга» Вагнер продолжал получать просьбы об отдельных исполнениях, о чём его вторая жена Козима замечала:
Р. приходят неприятные письма — просьбы по поводу «Полёта валькирий» и еще чего-то.Козима Вагнер
«Кольцо нибелунга» было исполнено в Байройте в 1876 году. Вагнер сам дирижировал в Лондоне 12 мая 1877 года, повторяя на бис.